# 中艾爾郡 (英國國會選區)
中艾爾郡（英語：Central Ayrshire），英國國會一郡選區，位於蘇格蘭。選區範圍包括北艾爾郡和南艾爾郡一部。選區創設於1950年，1983年被撤。2005年恢復。
本選創設以來當區議員多數具工黨黨籍。選區恢復後的當區議員為布萊恩·多諾霍。2010年大選中他以47.7%選票當選連任。直至2015年起由蘇格蘭民族黨人勝出。